# Francisco Domínguez Otero
Francisco Domínguez Otero fue un militar español que participó en la Guerra civil española.

## Biografía
Militar profesional, se hallaba diplomado en Estado Mayor. Tras el estallido de la Guerra civil se mantuvo fiel a la República, integrándose en el Ejército Popular. A finales de diciembre de 1936 fue nombrado jefe de Estado Mayor de la 9.ª División, de reciente creación y que defendía el frente al sur de Madrid. A lo largo de la contienda desempeñaría importantes puestos. En marzo de 1937 fue nombrado jefe Estado Mayor del III Cuerpo de Ejército, con cuartel general en Chinchón. Con posterioridad, en agosto asumió la jefatura de Estado mayor del recién creado XX Cuerpo de Ejército, y en octubre sería nombrado jefe de Estado Mayor del XVIII Cuerpo de Ejército.
En la primavera de 1938 fue puesto al frente de la 1.ª sección del Estado Mayor del Grupo de Ejércitos de la Región Central.